# Pyrenocarpon
Pyrenocarpon Trevis. (nipczyk) – rodzaj grzybów z rodziny Lichinaceae. Ze względu na współżycie z glonami zaliczany jest do grupy porostów.

## Systematyka i nazewnictwo
Pozycja w klasyfikacji według Index Fungorum: Lichinaceae, Lichinales, Incertae sedis, Lichinomycetes, Pezizomycotina, Ascomycota, Fungi.
Synonimy nazwy naukowej: Montinia A. Massal., Thelochroa A. Massal.
Nazwa polska według W. Fałtynowicza.

## Gatunki
- Pyrenocarpon lignyotum (Wahlenb.) Trevis. 1880[4]
- Pyrenocarpon montinii (A. Massal.) Trevis. 1860[4]
- Pyrenocarpon myriocarpum (Hepp ex Lönnr.) Trevis. 1860[4]
- Pyrenocarpon pelodes (Körb.) Trevis. 1880[4]
- Pyrenocarpon thelostomum (Ach. ex J. Harriman) Coppins & Aptroot 2008 – nipczyk Flotowa

Nazwy naukowe na podstawie Index Fungorum. Nazwy polskie według W. Fałtynowicza.